# Arundinella hookeri
Arundinella hookeri är en gräsart som beskrevs av William Munro och Yi Li Keng. Arundinella hookeri ingår i släktet Arundinella och familjen gräs. Inga underarter finns listade i Catalogue of Life.